# Liste der Monuments historiques in Bignay
Die Liste der Monuments historiques in Bignay führt die Monuments historiques in der französischen Gemeinde Bignay auf.

## Liste der Bauwerke
| Bezeichnung          | Beschreibung                                                         | Standort | Kennzeichnung | Schutzstatus | Datum | Bild           |
| -------------------- | -------------------------------------------------------------------- | -------- | ------------- | ------------ | ----- | -------------- |
| Friedhof             |                                                                      | (Lage)   | PA00104619    | Inscrit      | 1954  | weitere Bilder |
| Église de la Trinité | ehemalige Kirche des Priorats Saint-Sauveur, 12. bis 15. Jahrhundert | (Lage)   | PA00104620    | Classé       | 1907  | weitere Bilder |

## Liste der Objekte

### Kirche St-Sauveur
| Bezeichnung | Beschreibung                                | Standort | Kennzeichnung | Schutzstatus | Datum | Bild           |
| ----------- | ------------------------------------------- | -------- | ------------- | ------------ | ----- | -------------- |
| Hochaltar   | Altar mit Tabernakel, Holz, 18. Jahrhundert | (Lage)   | PM17001367    | Inscrit      | 1984  |                |
| Kanzel      | Holz, 18. Jahrhundert                       | (Lage)   | PM17000658    | Classé       | 1984  | weitere Bilder |
| Taufbecken  | Stein, 1594                                 | (Lage)   | PM17001365    | Inscrit      | 1984  |                |
| Altar       | Altar mit Tabernakel, Holz, 18. Jahrhundert | (Lage)   | PM17001366    | Inscrit      | 1984  |                |
| Glocke      | Bronze, 1666                                | (Lage)   | PM17002065    | Inscrit      | 2005  |                |